# Eleição presidencial na Namíbia em 2014
A eleição presidencial namíbia de 2014 foi realizada oficialmente em 28 de novembro, porém para os eleitores namíbios residentes no exterior, a votação foi iniciada duas semanas antes, em 14 de novembro, pelas embaixadas do país em outras nações africanas e também nos demais continentes. Foi a partir deste pleito eleitoral que a Namíbia passou a adotar o sistema de voto eletrônico em todas as seções eleitorais.
Um total de 9 partidos lançaram candidatos para a disputa da presidência. No entanto, confirmando o favoritismo, o então primeiro-ministro e candidato governista Hage Geingob, da SWAPO, elegeu-se com uma votação avassaladora ao obter 86,73% dos votos válidos, ficando muito à frente do principal candidato oposicionista McHenry Venaani, da DTA, que conquistou somente 4,97% dos votos válidos.

## Resultados eleitorais
| Candidatos presidenciais | Partidos políticos                            | Ideologia partidária                                                       | Espectro político       | Votos válidos | %      |
| ------------------------ | --------------------------------------------- | -------------------------------------------------------------------------- | ----------------------- | ------------- | ------ |
| Hage Geingob             | Organização do Povo do Sudoeste Africano      | Socialismo                                                                 | Esquerda                | 772 528       | 86,73  |
| McHenry Venaani          | Aliança Democrática Turnhalle                 | Liberalismo econômico                                                      | Centro-direita          | 44 271        | 4,97   |
| Hidipo Hamutenya         | União por Democracia e Progresso              | Nacionalismo de esquerda                                                   | Centro-esquerda         | 30 197        | 3,39   |
| Asser Mbai               | Organização Nacional pela Unidade Democrática | Minoria hereró                                                             | Centro-direita          | 16 740        | 1,88   |
| Henk Mudge               | Partido Republicano                           | Conservadorismo Democracia cristã                                          | Direita                 | 8 676         | 0,97   |
| Ignatius Shixwameni      | Partido de Todos os Povos                     | Social-democracia                                                          | Centro-esquerda         | 7 266         | 0,82   |
| Usutuaije Maamberua      | União Nacional do Sudoeste Africano           | Socialismo democrático                                                     | Esquerda                | 5 028         | 0,56   |
| Benjamin Ulenga          | Congresso dos Democratas                      | Socialismo democrático                                                     | Esquerda                | 3 518         | 0,39   |
| Jan Mukwilongo           | Defensores da Liberdade Econômica na Namíbia  | Pan-africanismo Anticapitalismo Anti-imperialismo Anti-LGBT Anti-sinofobia | Esquerda                | 2 514         | 0,29   |
| Total de votos válidos   | Total de votos válidos                        | Total de votos válidos                                                     | Total de votos válidos  | 890 738       | 100,00 |
| Eleitorado apto a votar  | Eleitorado apto a votar                       | Eleitorado apto a votar                                                    | Eleitorado apto a votar | 1 241 194     | 71,76  |